# 临时女友
《临时女友》為CyberAgent旗下的手机社交卡牌游戏，是日本的部落格以及社交网站Ameba製作的智慧型手機向網頁游戏。作品以“用耳朵让玩家感受到萌”的风格作為宣傳標語。自2012年10月29日开始配信後，2014年8月玩家人数已经突破了555万之多。游戏聘請了80位以上的声优，前一日曝光网络域名后，2014年6月25日正式宣布改編電視动画，于2014年10月播放，而官方也在宣传图上标明“超豪华声优”的字样。

## 簡介
內容是一款专門收集校园女孩的卡牌RPG遊戲。玩家是聖櫻學園高中二年级的男学生，在上学时有机会可以认识女孩子，每張卡片的等级、属性都不相同，玩家需透过战斗、强化提升卡片的能力素质。

## 遊戲系統
作品中有著許多以「活動」為名的遊戲，大半含有戰鬥要素。玩家需用所持有女孩卡片的聲援數值來進行擊退惡男活動、以及所屬社團活動玩家可參與的社團搶人大戰，此類活動皆可得到物品（有的需付費，但一部分只要達成遊戲內的條件即可免費提供）。參加的玩家可因應成績領取相應報酬（活動限定的高稀有性卡片與各種物品）。每月1－25日左右舉行的是戰鬥性的內容，剩下的數日是以提升女學生親密度為主的事件（而這個期間亦舉行1對1的班級排名戰鬥）。活動大概一個月為一次週期，玩家所有的卡片數值及屬性將決定勝負結果。

### 卡片
稀有度
卡片依稀有度由低到高分成普通（N）、高等普通（HN）、稀有（R）、高等稀有（HR）、非常稀有（SR）、超級稀有（SSR）、究級稀有（UR）七個種類。稀有度R以上的卡片才有聲優配音（不包含強化用卡片），當卡片到最終進展時，該卡片的稀有度也會提升一級。
屬性
- 遊戲中卡片分成三大屬性，分別為Sweet、Cool、Pop三種屬性，剛開始會有三大屬性的男主角給玩家選擇，戰鬥時使用和剛開始與玩家初期選擇屬性相同的卡片時，攻擊力會有加成的效果，另外屬性會跟卡片聲援效果有關係。

卡片數值
- 卡片等級
每張卡片都有該等級的上限，N卡為20、HN為30、R為40、HR為50、SR為60、SSR為70、UR為80等，卡片等級透過強化（エール）的方式來升級，將其它卡片做為材料來強化卡片，被做為材料的卡片會消失。

- 攻援力、守援力
卡片的攻和守數值，原始的攻援力、守援力會受到Cost、稀有度影響，透過強化可增加好感度的最大值。

- Cost
卡片進入牌組時所需要的成本值，牌組中所有卡片的Cost總和不能超過玩家的最大Cost，玩家的最大Cost根據玩家自己的等級提升配置來增加。

- 好感度
隨著好感度上升一階，卡片的攻守會跟著提升，系統內最終進展卡片的好感度總共會有5階，通常好感度會根據玩家登校或是打工來增加。

- 聲援
戰鬥時會有一定機率發動的效果，等級最大為10級，透過卡片強化一定機率增加，等級越高發動機率越高。

### 活動
遊戲中的活動大致分為下列幾項，大部分活動都會有排名，排名在上位者可以得到卡片或是遊戲道具。
- 馬拉松任務 / 只有女孩子的～
於2012年11月22日實裝的任務系統，主要進入特定的活動地點消耗體力來集點數，途中會遇到活動安排的女孩子前來挑戰，一旦挑戰成功除了會得到點數也會得到相應的卡片。
- 討伐任務 / 救命！我的英雄
於2012年12月27日實裝的任務系統，主要進入惡男出現的地點遇到惡男後，透過牌組將惡男打倒取得點數的活動。
- 社團對抗戰 / 社團對抗★勸誘戰鬥
於2013年5月9日實裝的任務系統，主要由社團成員協力向對手的社團隊員做勸誘，勸誘成功可以得到大量的點數，而點數最高的一方社團會取得勝利，對抗戰前可以購置社旗來阻礙對方點數的累積，社團對戰一天共3場，對戰的前一天要參加的社團需要報名才能參加。
- 聖櫻學園物語
於2013年7月24日實裝的任務系統，主要是跟活動中的女孩子相遇成為朋友，透過累積好感度來取得點數，當好感度升到一個等級時可以取得該角色的章節，而點數累積到一定的程度會得到主線故事的章節（該任務角色章節和主線故事的章節是獨立的）。
- 討伐戰（獵人）任務 / 就拜託您了❤獵人
於2013年11月19日實裝的任務系統，由6個玩家編成一班，5個班編成一組來進行捕獲對戰，捕獲方式跟討伐任務類似，勝利的那一組可得到獎勵，捕獲對戰1天1次，當天獵人累積點數最高的那一組獲勝，獲勝組會繼續保留參與下一場對戰，而輸的組別會被拆散另組新組參與下一場對戰。
- 
於2014年11月10日實裝的任務系統，關卡中每一層會出現三位煩惱的女孩子，玩家將所持的卡片組成解決煩惱隊伍（隊伍組成為自己的1隊長加上8隊員再加上好友的隊長，共9張卡片一組），進入關卡解決女孩子的煩惱。

## 網路廣播
於2013年10月8日開始發布HiBiKi Radio Station網路廣播《女友伴身邊廣播〜惠麗奈與木乃子秘密的放學後〜》。
第3回後每回都有來賓登場。每週星期二正午更新。配信期限為配信日的1週間。
出演：原田瞳（望月惠麗奈役）、水橋香織（姬島木乃子役）

## 漫畫
女友伴身邊 椎名心實篇〜戀愛女神〜
電擊魔王（KADOKAWA／角川書店）2014年9月號至2015年2月號連載。作畫是，於2014年7月26日發售。

## 書籍
女友伴身邊 學園名簿
Cosmic出版，2013年3月28日發售。羅森限定販賣。主要內容為立繪、卡片繪畫、個人檔案。特典為遊戲物品的序列密碼，隨書籍同梱販售。
女友伴身邊 公式原畫集
Enterbrain出版，2013年8月8日發售。內容為角色介紹、插畫以及訪談。
女友伴身邊 Megazine
KADOKAWA ASCII Media Works出版，2014年8月22日創刊（電擊HOBBYMAGAZINE增刊）、發行方式為月刊（全6冊）。

## 电视动画

### 聲優
| - 椎名心實：佐藤聰美 - 櫻井明音：佐藤利奈 - 村上文緒：名塚佳織 - 克洛艾·魯梅爾：丹下櫻 - 望月惠麗奈：原田瞳 - 笹原野野花：戶松遙 - 葉月柚子：石原夏織 - 天都彼方：井上喜久子 - 不知火五十鈴：悠木碧 - 時谷小瑠璃：田村由香里 - 夏目真尋：茅原實里 - 神樂坂砂夜：壽美菜子 - 鴫野睦：津田美波 - 見吉奈央：內田真禮 - 加賀美茉莉：釘宮理惠 - 鈴河凜乃：加藤英美里 - 九重忍：桑島法子 - 玉井麗巳：下屋則子 - 春宮鶇：高垣彩陽 - 夢前春瑚：茅野愛衣 - 朝比奈桃子：小倉唯 - 姬島木乃子：水橋香織 - 風町陽歌：早見沙織 - 橘響子：新谷良子 - 螺子川來夢：豐崎愛生 | - 佐伯鞠香：伊藤加奈惠 - 黑川凪子：後藤沙緒里 - 江藤胡桃：洲崎綾 - 優木苗：日高里菜 - 小日向莓：竹達彩奈 - 宮內希：廣橋涼 - 押井知：藤田咲 - 有栖川小枝子：中原麻衣 - 小野寺千鶴：儀武祐子 - 熊田一葉：佐倉綾音 - 相樂惠美：東山奈央 - 新垣雛菜：米澤圓 - 蓬田堇：五十嵐裕美 - 甘利燈：赤崎千夏 - 戶村美知留：阿澄佳奈 - 八束由紀惠：今井麻美 - ：堀江由衣 - 月白陽子：遠藤綾 - 石田伊須紀：小見川千明 - 藤堂靜子：田中敦子 - 重藤秋穗：豐口惠 - 三嶋由良良：福原香織 - 白鳥詩織：高橋美佳子 - 桐山優月：門脇舞以 - 湯川基世：金元壽子 | - 柊真琴：荒川美穗 - 深見繪真：日高範子 - 東雲麗：喜多村英梨 - 霧生典子：白石涼子 - 栢嶋乙女：內山夕實 - 三科果步：松井惠理子 - 君嶋里琉：田村睦心 - 新田萌果：村田知沙 - 篠宮理沙：日笠陽子 - 森園芽以：三上枝織 - 上條瑠衣：渡部優衣 - 心實父親：關俊彥 - 心實母親：冬馬由美 - 皆口英里：楠田亞衣奈 - 遠山未涼：前田玲奈 - 機器人少女：三宅麻理惠 - 宇宙人、熊本城、柴犬、海猴子：石塚運昇 - 前田彩賀：石黑千尋 - 岩本樹：世戶沙織 - 茱莉亞·瓦爾柯娃：上坂堇 - 古谷朱里：小清水亞美 - 野野花・祖父：糸博 |

### 制作人员
- 监督：林直孝
- 系列构成与监修：横手美智子
- 角色原案：QP:flapper
- 角色设计：堤谷典子
- 服裝設計：佐佐木睦美
- 道具設計：井本美穗
- 美術設定：工藤由美
- 美術監督：江島浩一
- 色彩設計：重富英里
- 攝影監督：佐藤敦
- CG監督：濱村敏郎
- 編輯：三嶋章紀
- 音樂：川井憲次
- 音響監督：山田陽
- 製片人：細谷伸之、延山將和、加藤英治
- 動畫製作人：金子逸人、丸亮二
- 企劃經理：石本順也（東京電視台）、江口聰、菊政克美
- 製作企劃：Age Global Networks
- 动画制作：SILVER LINK.
- 動畫製作協力：C-station
- 製作：女友伴身邊製作委員會

### 主題曲
片頭曲
作詞、作曲、編曲：新屋豐
主唱：Neuron★Creamsoft［風町陽歌（早見沙織）、黑川凪子（後藤沙緒里）、蓬田堇（五十嵐裕美）、朝比奈桃子（小倉唯）、江藤胡桃（洲崎綾）］
片尾曲
（第1話－第8話、第10話－第12話）
作詞、作曲、編曲：新屋豐，主唱：椎名心實（佐藤聰美）
（第9話）
作詞、作曲、編曲：新屋豐
主唱：Neuron★Creamsoft［風町陽歌（早見沙織）、黑川凪子（後藤沙緒里）、蓬田堇（五十嵐裕美）、朝比奈桃子（小倉唯）、江藤胡桃（洲崎綾）］

### 各話列表
| 話數 | 日文標題 | 中文標題             | 劇本       | 分鏡       | 演出       | 作畫監督                                                                                         |
| ---- | -------- | -------------------- | ---------- | ---------- | ---------- | ------------------------------------------------------------------------------------------------ |
| 1話  |          | 最初的約定           | 橫手美智子 | 林直孝     | 笹原嘉文   | 平田和也、山吉一幸 澤入祐樹、佐藤香織 堤谷典子                                                   |
| 2話  |          | 憂鬱波蘿麵包         | 下山健人   | 岩畑剛一   | 立仙裕俊   | 佐佐木睦美                                                                                       |
| 3話  |          | 相機與水果蛋糕       | 佐佐木奈文 | 二瓶勇一   | 榎本守     | 平田和也、山吉一幸 澤入祐樹、佐藤香織 北原章雄、水野隆宏                                         |
| 4話  |          | 貓與雨夜             | 吉田玲子   | 林直孝     | 田村正文   | 遠藤大輔、森元溫子                                                                               |
| 5話  |          | 和大家共享大吉嶺紅茶 | 高山克彥   | 岩畑剛一   | 井上圭介   | 出野喜則、平田和也 古谷梨繪、澤入祐樹 野田惠、秋山泰彥 佐藤香織、池津壽惠                        |
| 6話  |          | 甜苦甘薯             | 下山健人   | 二瓶勇一   | 稻本隆史   | 渡邊亞彩美                                                                                       |
| 7話  |          | 小狗&緊急出動        | 高山克彥   | 渡邊慎一   | 小野田雄亮 | 藤原未來夫、古谷梨繪 水野隆宏、古川英樹                                                          |
| 8話  |          | 冰淇淋蘇打的前方     | 佐佐木奈文 | 山村遙     | 田村正文   | 田村正文、遠藤大輔                                                                               |
| 9話  |          | 進化系女孩           | 橫手美智子 | 二瓶勇一   | 神保昌登   | 平田和也、山吉一幸 澤入祐樹、佐藤香織 氏家嘉宏、出野喜則 古谷梨繪、佐野惠理                      |
| 10話 |          | 公主&尊嚴            | 吉田玲子   | 川口敬一郎 | 稻本隆史   | 森元溫子                                                                                         |
| 11話 |          | 再見 最·新·流行      | 橫手美智子 | 小野學     | 玉村仁     | 秋山泰彥、氏家嘉宏 佐藤香織、手島典子 平田和也、古谷梨繪 藤原未來夫、澤入祐樹 池津壽惠、森川侑紀 |
| 12話 |          | 女友xxx              | 橫手美智子 | 林直孝     | 林直孝     | 堤谷典子、佐佐木睦美                                                                             |

### 播放電視台
日本深夜動畫：下文記載的日本国内播放時間使用日本標準時間（UTC+9）表示。因為部分時間标识會採用30小时制，因此請留意这类超过24:00的时间，其實際播放時間為翌日清晨。
| 播放地區   | 播放電視台 | 播放日期                 | 播放時間（UTC+9）         | 所屬聯播網 | 備註   |
| ---------- | ---------- | ------------------------ | ------------------------- | ---------- | ------ |
| 關東廣域圈 | 東京電視台 | 2014年10月12日－12月28日 | 星期日 25時35分－26時05分 | 東京電視網 |        |
| 大阪府     | 大阪電視台 | 2014年10月13日－12月29日 | 星期一 25時15分－25時45分 | 東京電視網 |        |
| 愛知縣     | 愛知電視台 | 2014年10月13日－12月29日 | 星期一 26時35分－27時05分 | 東京電視網 |        |
| 日本全國   | AT-X       | 2014年10月16日－         | 星期四 20時30分－21時00分 | 衛星電視   | 有重播 |
| 奈良縣     | 奈良電視台 | 2014年10月24日－         | 星期五 25時35分－26時05分 | 獨立UHF局  |        |

### 藍光／DVD
| 卷 | 發售日        | 收錄話         | 規格編號   | 規格編號   |
| 卷 | 發售日        | 收錄話         | 藍光       | DVD        |
| -- | ------------- | -------------- | ---------- | ---------- |
| 1  | 2015年1月21日 | 第1話－第3話   | VPXY-71364 | VPBY-14377 |
| 2  | 2015年2月25日 | 第4話－第6話   | VPXY-71365 | VPBY-14378 |
| 3  | 2015年3月25日 | 第7話－第9話   | VPXY-71366 | VPBY-14379 |
| 4  | 2015年4月22日 | 第10話－第12話 | VPXY-71367 | VPBY-14380 |

## 節奏遊戲
節奏遊戲《女友伴身邊（♪）》（ガールフレンド（♪））於2015年12月1日发布。除了原有遊戲和動畫中的大部份角色，亦添加了對戰高校的新角色。

### 網絡動畫
網絡動畫於2016年10月發佈。全3話。1話約8分鐘的內容。

#### 主題曲
片頭曲
作詞、作曲、編曲，kz，主唱，nonet〔朝比奈桃子（小倉唯）、神樂坂砂夜（壽美菜子）、風町陽歌（早見沙織）、克洛艾·魯梅爾（丹下櫻）、櫻井明音（佐藤利奈）、椎名心實（佐藤聰美）、鴫野睦（津田美波）、村上文緒（名塚佳織）〕
片尾曲
作詞，hotaru，作曲，Tom-H@ck，編曲，Tom-H@ck、奈良悠樹，主唱，［風町陽歌（早見沙織）、黑川凪子（後藤沙緒里）、蓬田菫（五十嵐裕美）、朝比奈桃子（小倉唯）、江藤胡桃（洲崎綾）］

#### 各話列表
| 話數    | 日文標題 | 中文標題         | 劇本       | 分鏡     | 演出            | 作畫監督            |
| ------- | -------- | ---------------- | ---------- | -------- | --------------- | ------------------- |
| stage 1 |          | 然後鐘聲響起     | 橫手美智子 | 筑紫大介 | 筑紫大介        | 小美戶幸代          |
| stage 2 |          | 閉著眼睛，牽起手 | 橫手美智子 | 筑紫大介 | 五味伸介 寒川步 | 五味伸介 岡本惠里香 |
| stage 3 |          | 我們的圓舞曲     | 橫手美智子 | 筑紫大介 | 筑紫大介        | 日下岳史 和田清美   |